# Olof Stahre
Olof Stahre, född 19 april 1909 i Lerum, död 7 mars 1988 i Blentarps församling, Sjöbo kommun, var en svensk ryttare.
Han blev olympisk silvermedaljör i London 1948 och olympisk guldmedaljör i Helsingfors 1952.